# Code de Nuremberg

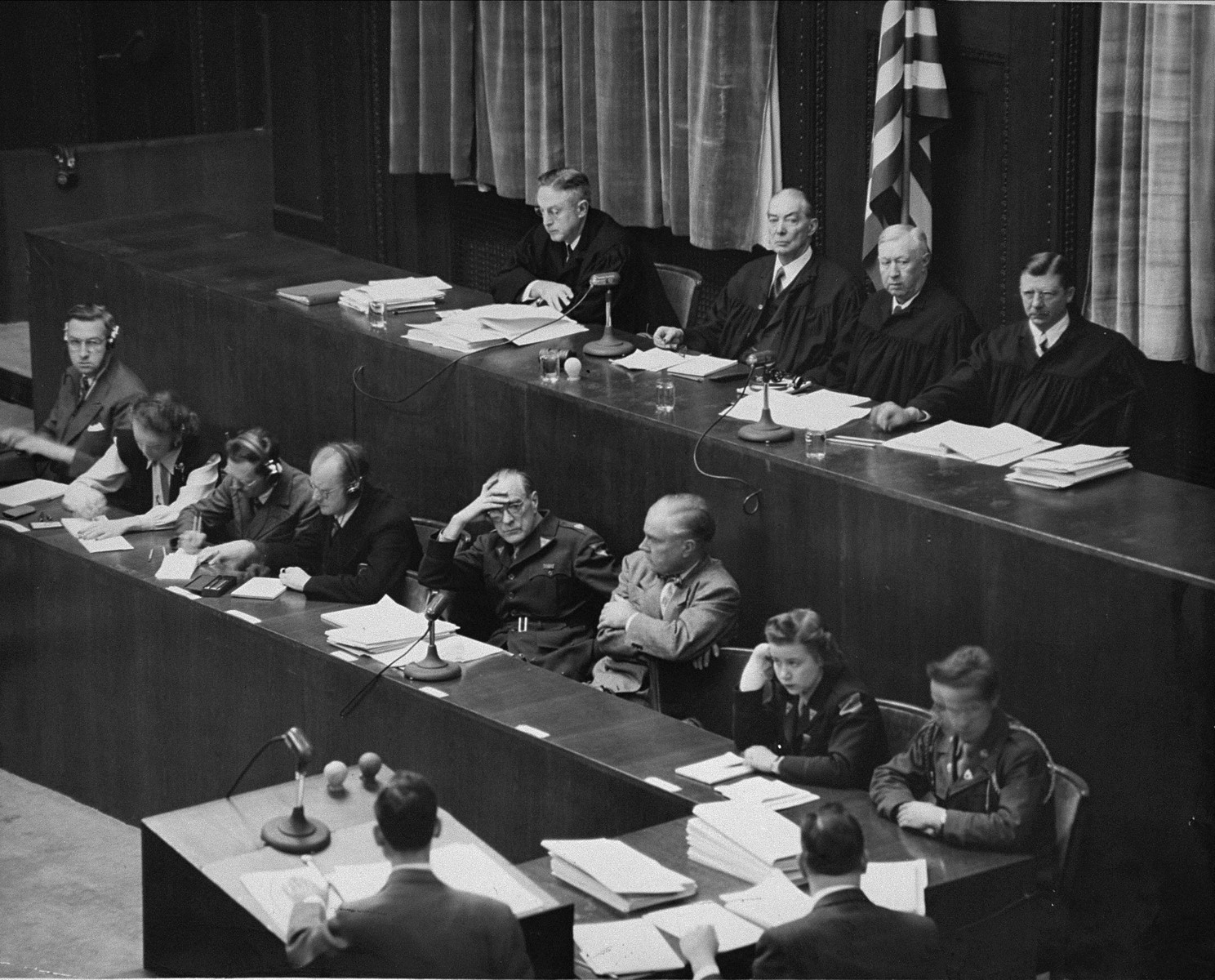
Au rang supérieur, les quatre juges du procès des médecins nazis (Nuremberg, décembre 1946 - août 1947). De gauche à droite : Harold L. Sebring, Walter B. Beals, Johnson T. Crawford, et Victor C. Swearington.

Le « code de Nuremberg » est une liste de dix critères contenue dans le jugement du procès des médecins de Nuremberg (décembre 1946 - août 1947). Ces critères précisent les conditions que doivent satisfaire les expérimentations pratiquées sur l'être humain pour être considérées comme « acceptables » d'un point de vue moral ou éthique. C'est sur la base de ces critères que le tribunal condamna 16 accusés sur 23 pour avoir pratiqué ou participé à l'organisation d'expériences médicales illicites dans des conditions atroces, notamment sur les prisonniers des camps de concentration. La liste des critères de licéité des expérimentations médicales (c'est-à-dire les conditions pour que ces expériences soient légales), tirée de la section « Expériences acceptables » du jugement, circula rapidement en anglais sous le nom de « Nuremberg Code ».
Le code de Nuremberg n'est pas le point de départ de la réflexion éthique et juridique sur l'expérimentation humaine : il récapitule des principes connus et acceptés très antérieurement au jugement, depuis au moins le début du XXe siècle.  Toutefois, il constitue bien le premier texte à prétention universelle (ou du moins internationale) sur le sujet. Ainsi, le tribunal n'a pas jugé sur des règles qui auraient été créées et invoquées spécialement pour le procès (ce qui aurait été contraire à certains principes du droit pénal, notamment en matière de rétro activité), mais selon les règles coutumières communément acceptées « dans les nations civilisées ».
Le code de Nuremberg eut peu d'effet direct sur les pratiques d'expérimentation après la guerre : elles furent plus sensibles à la déclaration d'Helsinki de 1964 et plus encore à sa révision en 1975, lors du Congrès de Tokyo, qui disposait que les recherches sur les sujets humains qui ne respecteraient pas la Déclaration ne devraient plus être publiées. Mais il reste le texte à l'origine d'un nouvel ordre normatif international en matière de recherche sur l'être humain, que les textes internationaux ultérieurs n'ont cessé de consolider.

## «Procès des médecins» à Nuremberg (1946-1947)
Le « procès des médecins » eut lieu devant un tribunal militaire américain (et non pas international), mais qui agissait dans le cadre de dispositions internationales et pour le compte des forces alliées. C'est pourquoi les jugements du tribunal militaire américain (TMA) sont également des jurisprudences internationales.  Les deux principaux experts de l'accusation sont : le Dr Leo Alexander (qui revendiqua ultérieurement la paternité du code), attaché aux services du procureur et chargé de réunir des témoignages et des preuves contre les accusés ; le Pr Andrew Ivy (en), désigné en raison de ses compétences en matière de recherche par l'Association médicale américaine .
Travaillant séparément, les deux experts sont amenés par les procureurs à produire des rapports convergents sur les conditions dans lesquelles les expérimentations humaines étaient admises depuis la fin du XIXe siècle par la morale médicale. Les scandales qui émaillèrent l’histoire de l’expérimentation médicale indiquent qu’il était entendu au début du XXe siècle que le consentement des sujets d’expérience était la condition première à remplir. Toutefois, ce consentement n'était demandé qu'aux sujets sains, pas aux sujets malades.

### Précédents historiques
En 1803, le médecin anglais Thomas Percival rédige un code d'éthique médicale, où l'expérimentation humaine est brièvement mentionnée : les nouveaux remèdes et traitements doivent être administrés « selon une saine raison et une conscience scrupuleuse ». Ce code est adopté par la médecine américaine dès 1847, et révisé en 1903 et 1912.  En France, Claude Bernard dans son Introduction à l’Étude de la Médecine Expérimentale (1856) écrit : « Parmi les expériences qu'on peut tenter sur l'homme, celles qui ne peuvent que nuire sont défendues, celles qui sont innocentes sont permises, et celles qui peuvent faire du bien sont recommandées ». Ces principes connus et acceptés ne mentionnent pas la question du consentement du sujet humain. Ce principe est essentiel si l'on veut distinguer la recherche nazie de celle du monde libre.
Par une ironie de l'histoire, il s'avère que c'est l'Allemagne de Weimar qui disposait du code le plus avancé. Depuis 1931, l'expérimentation médicale humaine en Allemagne est régie par le Reichsrundschreiben, circulaire ministérielle qui vise à protéger les sujets et les patients, tout en encourageant la recherche. Ses principes sont la responsabilité individuelle des chercheurs, la recherche du risque minimum, le respect absolu des enfants, des faibles et des mourants, et surtout le consentement « non équivoque » et « non ambigu » des patients ou sujets de l'expérience. Ce texte ne sera jamais abrogé sous le IIIe Reich, mais son impact sera nul sur les pratiques nazies.

### Les débats
De fait, le Tribunal américain est en difficulté pour s'appuyer sur des éléments juridiques formels (codes existants sur l'expérimentation humaine). Le serment d'Hippocrate s'avère inadéquat et insuffisant. En 1916, il y a bien eu un débat pour introduire dans le code américain le consentement et la coopération du sujet (aussi bien sain que malade), mais cela a été refusé, la recherche du bien pour le patient étant prioritaire. Cette difficulté sera contournée par une révision accélérée du code américain, à l'initiative de Andrew Ivy. Ce dernier présentera cette révision, sous la forme d'un rapport, au Tribunal le 10 décembre 1946 (soit le lendemain de l'ouverture du procès). Aux juges, il répondra que cette révision n'est qu'une mise à jour de ce qui se fait déjà aux États-Unis depuis des décennies. Cette révision ne sera officielle qu'en 1947, après la fin du procès.
La défense des accusés s'articule autour de deux lignes. La première : leurs actes relèvent de la nécessité sociale en temps de guerre, de la recherche de solutions urgentes à des problèmes pressants. Cette défense est faible car elle n'explique pas la cruauté et la barbarie de ces actes.  Mais le Tribunal a voulu aller plus loin, en condamnant des barbaries faites « au nom de la science médicale », c'est-à-dire en posant le problème universel de l'éthique de l'expérimentation humaine, et ce dans tous les camps, en jugeant le passé nazi et en visant l'avenir des démocraties. 
La deuxième ligne de défense des accusés : les expériences nazies en camps de concentration sont équivalentes aux expériences menées dans les prisons américaines, notamment celles de l'Illinois. L'expert de l'accusation, Andrew Ivy, retourne aux États-Unis pour enquêter et réfuter cette défense. En juin 1947, Ivy revient se présenter devant le procès, en tant qu'expert et président d'une commission d'enquête sur le sujet (comité Green, du nom du gouverneur de l'Illinois). En fait ce comité ne s'est jamais réuni. Ivy seul présente son opinion personnelle comme le résultat d'une enquête : les expériences sur les détenus sont conformes à l'éthique médicale. Le comité Green se réunira après le procès, fin 1947, en modifiant cette conclusion : les expériences américaines sont plus que conformes, elles atteignent les plus hauts standards du modèle idéal.
Selon J.M. Harkness, le comité Green a eu peu d'impact sur le jugement final. Toutefois il a contribué à masquer, aux yeux de la communauté médicale américaine, l'importance du code de Nuremberg qui sera perçu comme un code particulier ne devant s'appliquer qu'aux barbares. Les pratiques américaines étant déjà « idéales » par comparaison.

## Origine et élaboration du code
Le code de Nuremberg est très régulièrement pris pour un texte déontologique ou éthique, mais il s’agit aussi d’un texte juridique : le procès des médecins était en effet un procès de droit international,.
Le procès s'est déroulé dans le cadre de l'Accord de Londres du 8 août 1945 instaurant une structure juridique, le Tribunal Militaire International qui juge les crimes « non localisables » (celui des hauts dignitaires nazis ou procès de Nuremberg). Cet accord délègue compétence et pouvoir aux quatre puissances des zones d'occupation pour les autres crimes (article 10 de l'Accord de Londres), qui font l'objet d'autres procès dont ceux tenus à Nuremberg pour des professions ou des corps particuliers. 
Ce procès oppose donc le gouvernement militaire de la zone d'occupation américaine à un groupe de médecins, représentés par Karl Brandt, autorité médicale suprême du Reich et ses co-inculpés. Son titre officiel est United States of America versus Karl Brandt et al. Tous les juges sont américains, et le procès se déroule selon la procédure américaine.Cependant de jure, il s'agit d'un procès de droit international. 
La nécessité d'un code international sur les expérimentations humaines a fait l'objet de deux réunions préparatoires dans les mois qui ont précédé l'ouverture du procès (9 décembre 1946) à Francfort (mai 1946) et à l'Institut Pasteur de Paris (31 juillet et 1er août 1946).
Le code est finalement élaboré par les deux experts du tribunal, surtout Leo Alexander (1905-1985), et les quatre juges, surtout Harold Sebring (en)(1898-1968).  Inscrit dans les attendus du jugement selon la common law, il comporte dix articles sur la légalité de l'expérimentation humaine,.
Ce code s'inspire de quatre sources historiques : le serment d'Hippocrate, le Medical Ethics de Thomas Percival (1740-1804), le Experiments and Observations...  de William Beaumont (1785-1803), et l'Introduction à l'étude de la médecine expérimentale de Claude Bernard (1813-1878). Il repose en grande partie sur les dépositions des experts et des victimes. 
L'importance du Code de Nuremberg réside dans le fait qu'il constitue le point de départ de la prise de conscience des dangers du progrès médical scientifique et de la nécessité de l'encadrer par des règles. C'est un code légal de droits humains et pas seulement un code de déontologie médicale destinée uniquement à des médecins. Le code de Nuremberg est clairement le premier code international d'éthique médicale.

## Les dix points du code
La traduction moderne de référence du code de Nuremberg, faite depuis le texte du jugement, est la suivante pour les 10 articles :
1. Le consentement volontaire du sujet humain est absolument essentiel. Cela veut dire que la personne concernée doit avoir la capacité légale de consentir ; qu’elle doit être placée en situation d’exercer un libre pouvoir de choix, sans intervention de quelque élément de force, de fraude, de contrainte, de supercherie, de duperie ou d’autres formes sournoises de contrainte ou de coercition ; et qu’elle doit avoir une connaissance et une compréhension suffisantes de ce que cela implique, de façon à lui permettre de prendre une décision éclairée. Ce dernier point demande que, avant d’accepter une décision positive par le sujet d’expérience, il lui soit fait connaître : la nature, la durée, et le but de l’expérience ; les méthodes et moyens par lesquels elle sera conduite ; tous les désagréments et risques qui peuvent être raisonnablement envisagés ; et les conséquences pour sa santé ou sa personne, qui pourraient possiblement advenir du fait de sa participation à l’expérience. L’obligation et la responsabilité d’apprécier la qualité du consentement incombent à chaque personne qui prend l’initiative de, dirige ou travaille à l’expérience. Il s’agit d’une obligation et d’une responsabilité personnelles qui ne peuvent pas être déléguées impunément ;
2. L’expérience doit être telle qu’elle produise des résultats avantageux pour le bien de la société, impossibles à obtenir par d’autres méthodes ou moyens d’étude, et pas aléatoires ou superflus par nature ;
3. L’expérience doit être construite et fondée de façon telle sur les résultats de l’expérimentation animale et de la connaissance de l’histoire naturelle de la maladie ou autre problème à l’étude, que les résultats attendus justifient la réalisation de l’expérience ;
4. L’expérience doit être conduite de façon telle que soient évitées toute souffrance et toute atteinte, physiques et mentales, non nécessaires ;
5. Aucune expérience ne doit être conduite lorsqu’il y a une raison a priori de croire que la mort ou des blessures invalidantes surviendront ; sauf, peut-être, dans ces expériences où les médecins expérimentateurs servent aussi de sujets ;
6. Le niveau des risques devant être pris ne doit jamais excéder celui de l’importance humanitaire du problème que doit résoudre l’expérience ;
7. Les dispositions doivent être prises et les moyens fournis pour protéger le sujet d’expérience contre les éventualités, même ténues, de blessure, infirmité ou décès ;
8. Les expériences ne doivent être pratiquées que par des personnes scientifiquement qualifiées. Le plus haut degré de compétence professionnelle doit être exigé tout au long de l’expérience, de tous ceux qui la dirigent ou y participent ;
9. Dans le déroulement de l’expérience, le sujet humain doit être libre de mettre un terme à l’expérience s’il a atteint l’état physique ou mental dans lequel la continuation de l’expérience lui semble impossible ;
10. Dans le déroulement de l’expérience, le scientifique qui en a la charge doit être prêt à l’interrompre à tout moment, s’il a été conduit à croire — dans l’exercice de la bonne foi, de la compétence du plus haut niveau et du jugement prudent qui sont requis de lui — qu’une continuation de l’expérience pourrait entraîner des blessures, l’invalidité ou la mort pour le sujet d’expérience.

## Réception

### Aux États-Unis
Aux États-Unis, le code de Nuremberg glissa sur une communauté médicale qui ne se sentait pas concernée. « Le point de vue dominant était que [les accusés] étaient d’abord et avant tout des nazis ; par définition, rien de ce qu’il firent et aucun code établi en réponse à cela n’étaient pertinents pour les États-Unis », indique l’historien D. Rothman. « C’était un bon code pour les barbares, mais un code inutile pour les médecins normaux », résume J. Katz. Le code de Nuremberg, de ce fait, n’empêcha pas des recherches sur l’être humain qui enfreignaient, parfois gravement, les principes (étude de Tuskegee sur la syphilis, par exemple, ou les recherches menées durant la guerre froide par les médecins issus du Projet Manhattan qui avaient déjà effectué des études sur la toxicité du plutonium chez l'homme,). Ainsi, en 1952, le Pentagone adopte officiellement le code de Nuremberg, mais il reste mal compris, discuté et diversement interprété. Par exemple, les uns considèrent licite d'exposer des soldats à des radiations au cours de manœuvres (risque inhérent à la condition militaire), d'autres que la ressource humaine militaire est trop précieuse pour être « gaspillée » en sujet d'expérience.
Selon H.-M. Sass, qui donne en exemple le Reichsrundschreiben de 1931, les règles et lois éthiques sont d'une fragilité particulière, elles peuvent être dépassées, contournées ou bafouées par les différents pouvoirs qui traversent une société.

### En France
Les versions en français du code de Nuremberg proviennent de deux sources : 
- Le texte du Dr François Bayle, un observateur français au procès des médecins, issu de la synthèse du procès publiée en 1950[30].  La traduction de Bayle donne la partie du jugement de Nuremberg qui ne s’appelle pas encore « code de Nuremberg ». Cette version, qui fit longtemps référence, contient de nombreuses inexactitudes et approximations[25]. Elle est le fait d’un médecin — Bayle était un psychiatre de la Marine — peu au fait des questions et de la terminologie juridiques. Bayle a tenté de corriger des formulations qui paraissent abruptes du point de vue d’un déontologue français : ainsi, l’expression « human subject » est traduite non par « sujet humain », mais par « sujet qui sert à l’expérience » ; le bien de la « société » (que doit poursuivre l’expérience) est transformé en bien de « l’humanité ». La traduction de Bayle a été revue dans la version publiée par C. Ambroselli dans L'Éthique médicale[31] ;

- un texte d’origine inconnue (probablement une autorité déontologique nationale), publié en 1984 en annexe de l’avis du Comité consultatif national d’éthique (CCNE) sur la recherche sur l’être humain[32] et repris par le rapport du Conseil d’État préparatoire à la loi de 1988 sur les recherches biomédicales[33]. Ce texte, publié sans source, est une version abrégée diffusée en langue française[34]. Le « sujet humain » est remplacé par « le malade ».

Pour les médecins français de l'époque, il était important de faire la distinction entre le sujet sain (qui avait des droits autonomes) et le sujet malade (où le médecin était le mieux placé pour juger — paternalisme médical). L'autonomie et le droit des malades sont des notions relativement récentes (2002 en droit français). Du point de vue juridique, la distinction « sain/malade » s'efface au profit d'une seule personne ou « sujet humain ». En insistant en détail sur le consentement et l'information du sujet (article 1), le code de Nuremberg de 1947 portait à cet égard une vision de l'avenir.

#### Influence juridique en France
En France, depuis 1988, le livre 2 bis : Protection des personnes qui se prêtent à des recherches biomédicales. (Articles L209-1 à L209-21) du Code de la santé publique est doté de dix articles pour réglementer les essais, études ou expérimentations organisés et pratiqués sur l'être humain en vue du développement des connaissances biologiques ou médicales. Ces pratiques désignées recherche biomédicale sont autorisés dans les conditions prévues par la loi.
La loi distingue les recherches biomédicales dont on attend un bénéfice thérapeutique direct pour la personne qui s'y prête (recherches à finalité thérapeutique directe) des autres recherches, qu'elles portent sur des personnes malades ou non (sans finalité thérapeutique directe).